# A Tribute to Элизиум
«A Tribute to Элизиум» — трибьют-альбом, посвящённый российской рок-группе «Элизиум». Альбом был выпущен на компакт-дисках ограниченным тиражом в две тысячи экземпляров, которые получили в подарок слушатели, посетившие сольные концерты «Элизиума» 14 и 15 сентября 2012 года в Москве и Санкт-Петербурге.
Трибьют-альбом составляют кавер-версии на песни группы «Элизиум» 1999—2008-х годов, исполненные различными российскими коллективами. Виолончелист и клавишник «Элизиума» Егор Баранов в одном из интервью поделился, что среди исполнителей кавер-версий есть и его друзья, поэтому поощрять отдельные группы ему не хотелось бы, но звучание почти всех песен поразило его. «И вообще, я считаю, если ты делаешь кавер-версию, то просто не имеешь права играть „в копирку“. Ты должен сделать нечто в своём стиле: поменять аранжировку, мелодию, что угодно» (Егор Баранов).
27 сентября «A Tribute to Элизиум» стал доступен для бесплатной загрузки на официальном сайте группы.

## Список композиций
| №   | Название                                                    | Исполнитель                        | Длительность |
| --- | ----------------------------------------------------------- | ---------------------------------- | ------------ |
| 1.  | «Время не ждёт»                                             | Alaska                             | 3:04         |
| 2.  | «Я иду домой»                                               | Pheromones                         | 3:06         |
| 3.  | «Дождь»                                                     | Батарея feat. Маррадер (Порт(812)) | 3:19         |
| 4.  | «Точки над „i“»                                             | SkaЧай                             | 3:04         |
| 5.  | «Солнце»                                                    | ФИГИ                               | 4:01         |
| 6.  | «Дети-мишени/Дети-убийцы»                                   | Дни Валентина                      | 3:53         |
| 7.  | «Интересно»                                                 | Концы                              | 2:54         |
| 8.  | «Волшебные деньги»                                          | Газон                              | 3:00         |
| 9.  | «Я кричу»                                                   | Lunapark                           | 3:00         |
| 10. | «До завтра!»                                                | Бензобак feat. Nika (The SUN)      | 2:58         |
| 11. | «Правда-ложь»                                               | Реактивы                           | 3:32         |
| 12. | «Как Гоген»                                                 | Моя Олимпиада 80                   | 3:06         |
| 13. | «Острова»                                                   | Паразиты                           | 3:51         |
| 14. | «Children Are Targets/Children Are Killers» (на английском) | Реактивы feat. CosmoCats           | 4:44         |
| 15. | «Космос»                                                    | Wake Up Monster                    | 3:32         |
| 16. | «Что сделал ты для своей мечты?»                            | Zilly Monk                         | 2:37         |
| 17. | «Бесконечность»                                             | Elleven                            | 3:04         |
| 18. | «Другие грани понимания свободы»                            | Do-Bro                             | 3:05         |
| 19. | «Люблю тебя!»                                               | Фактория                           | 2:44         |
| 20. | «Дождь»                                                     | Огней-Бардо                        | 3:05         |
| 21. | «Was Hast Du Fuer Deinen Traum Gemacht?» (на немецком)      | Der Steinkopf                      | 2:46         |
| 22. | «Сколько стоишь ты?»                                        | SickMind feat. Quzman              | 2:54         |